# Хорепископ
Хорепископ или хороепископ (грч. χωρεπισκοπος од грч. χωρα - округ, сеоски округ и грч. επισκοπος- епископ) је епископ села, мањег места или области, који је потчињен епископу града  .
Хорепископ - првобитно епископ сеоског округа, који понекад и није признавао првенство епископа града. Касније само посредник епископске власти у сеоским и обласним црквама (парохијама).

## Историја
Порекло хорепископске службе приписује се најстаријим временима, помиње се у 13. канону Анкирског сабора 314. године, у 14. канону Неокесаријског сабора 315-319. године, затим у 8. канону г. Први васељенски сабор 325. Истовремено, постоје два доказа да су хорепископи постојали и раније. Прво - Климент Римски, који је у свом писму Коринћанима говори апостолима о хороепископима. Други доказ налази се у Јевсевијевој црквеној историји, која говори о Антиохијском сабору 269. године, који је осудио Павла Самосатског. У актима овог сабора помињу се епископи најближих места и градова и презвитери; у напоменама уз поменути одељак из Јевсевијеве историје издавач каже да су епископи најближих места били хорепископи. Хореепископи су касније преименовани у егзархе и на крају у викаре .
У 14. канону Неокесаријског сабора о хорепископима се каже:
Али хорепископи, постављени по лику седамдесеторице апостола, за саслужитеље епископа, служе и као свештеници у градској цркви, примајући почаст ради старања о сиромашнима .
Хореепископи су постојали и на Западу. Крајем 2. века Паг Апија је имао свог епископа Трофима, а нешто раније, под царем Антонином Пијем (138-161), помиње се епископ „викус Баканенсис“ . Осим тога, постоје посредни докази, како је сматрао протопрезвитер Николај Афанасјев, да је број епископа на локалном Картагинском сабору знатно премашио број градова у Северној Африци који су потчињени Картагинској области, и закључио да су на сабору били присутни и хорепископи . На Западу су хороепископи рано нестали.
Антиохијски сабор 10. каноном је 341. ограничио права хорепископа, дозволивши им да постављају само егзорцисте, чтеце, ипођаконе и појце, а хорепископи више нису могли постављати презвитере и ђаконе без епископа града, иако су хорепископи примили епископску хиротонију. Самог хорепископа је, по истом правилу, требало да снабдева епископ града. Постепено, хорепископи су почели да нестају, иако се у 8. веку и даље помињу у 14. канону Седмог васељенског сабора, који каже да хорепископи „по древном обичају, уз дозволу епископа, треба да производе чтеце“ .
У 8. веку у Франачкој држави се поново појављују хорепископи, штавише, као институција нешто другачија од претходне: имајући епископију, франачки хорепископи нису били званичне црквене личности за одређени округ, већ су деловали као викари – помоћници и представници епископи у свештенству и у управи једног или другог локалитета епископске епархије.
У већини помесних цркава овај положај је укинут, а њихово место су заузели протојереји (у Русији декани). Имајући на располагању округ сеоских цркава, хорепископи су управљали њима, попут епископа града (покрајине, области), уз помоћ свештенства и мирјана. Хорепископи су такође имали дужност да се старају о сиромашнима и старају се о добротворним установама.
Институција хорепископа сачувана је у кипарској и Грузијској православној цркви, као и у неким староисточним православним црквама. Тако је у Коптској цркви ту институцију обновио папа Шенуда III.
У неким православним црквама статус викарног епископа је близак статусу хорепископа.